# محمد بوسليماني
الشيخ محمد بوسليماني مفكر ومصلح وداعية معاصر وواحد من أهم أعلام الحركة الإسلامية بالجزائر، عرف بحكمته وتجرده وبثقافة فكره الواسعة. ساهم في عدة انجازات للحركة الإسلامية مع رفيقه الشيخ محفوظ نحناح أهمها تأسيس جمعية أهلية توعوية هي جمعية الإرشاد والإصلاح.

## مولده ونشأته
ولد محمد بوسليماني في 5 ماي 1941 بحي الدردارة بولاية البليدة بالجزائرية من أسرة محافظة ومجاهدة، فقد كان والده سليمان متأثرا بالحركة الإصلاحية والشيخ الطيب العقبي على الخصوص. حفظ القرآن الكريم وتلقى تعليمه الأول بمدرسة الإرشاد التي أسستها الحركة الوطنية وعلى طاولات الدروس جمعته الأقدار مع رفيق دربه المتوفى الشيخ محفوظ نحناح. ساهم منذ صغره في إعالة عائلته إلى جانب والده في التجارة والبناء مما ولد في نفسه الشعور بالمسؤولية مبكرَاً.
مع اندلاع الثورة التحريرية وككل الشباب الثائر آن ذاك انخرط فيها، وفي سنة 1957 عيّن مسؤولا عن مجموعة من الفدائيين، روي أنه جعل من بيته نقطة التقاء وموئلا للمجاهدين كما روي عليه إشرافه أيضا على بعض الشباب انتقاء وتنظيما وتجنيدا لصالح الثورة وتوعية بالقضية الوطنية، وساهم في حمل المؤونة وإرسالها إلى المجاهدين ونقل الأدوية والألبسة وتوزيع المنشورات.
بعد الاستقلال واصل مسيرة العلم والتربية والإصلاح واشتغل في التعليم منذ بداية الاستقلال مدرسا ومديرا. وفي سنة 1968 التحق بالجامعة المركزية بالعاصمة وانتسب إلى كلية الآداب (قسم المدرسة العليا للأساتذة)، وبعد نجاحه في مسابقة التأهيل الجامعي وتخرج بشهادة الليسانس في اللغة العربية وآدابها سنة 1972 ، ليعين بعدها أستاذا بثانوية الفتح بولاية البليدة كما اشتغل كرئيسا للجنة الثقافية التابعة للولاية.
عارض النظام السياسي سنة 1976 في تبنيه للنظام الاشتراكي وكلفه ذلك الاعتقال مع الشيخ محفوظ نحناح رحمه الله. وفي جوان 1979 أطلق سراحه فواصل العمل التربوي والدعوي بالمساجد والمدارس والجامعات. شارك وحاضر في عدة ملتقيات وطنية ودولية. ساهم في تهدئة الأوضاع المتوترة في أحداث أكتوبر 1988 ونبه إلى مخاطر الفتنة، كما كان أحد المساهمين في إنشاء رابطة الدعوة الإسلامية.
وفي سنة 1993 زار مع وفد له من جمعية الإرشاد والإصلاح البوسنة والهرسك ودامت زيارته إحدى عشر يوما زار فيها اللاجئين كما زار المستضعفين المضطهدين (بموستار) رغم صعوبة الأوضاع وخطورتها.
ترأس محمد بوسليماني جمعية الإرشاد والإصلاح الوطنية سنة 1991 ، فشهدت تحت إشرافه تجسيدا لمشاريعها نشاطات تربوية فتحت فيها الجمعية العشرات من مراكز ونوادي الأطفال، وكتاتيب تعليم القرآن الكريم، وورشات تعليم الحرف والمهن.
كما قامت الجمعية بالعناية باليتامى وإطعام الصائمين وكفالة المحتاجين. فتح مكاتبا وفروعا للجمعية مست جميع ولايات الوطن. فقد كان دائم التنقل والزيارة للقائمين عليها مشجعا لهم وحاثا على بذل أقصى الجهود لتحقيق مشاريعها الحضارية.
دعا باسم الجمعية جميع أبناء الجزائر إلى الحوار الهادئ، ونبذ التطرف الفكري والعنف بجميع أشكاله وذلك منذ أول بيان صدر عن الجمعية.
اهتم الشهيد بالشباب في التربية والتوجيه، فأقام المخيمات الصيفية التي تهدف إلى الترفيه والتكوين والتثقيف، كما كان بيته قبلة للعديد منهم طلبا للاستشارة في أمور الدين والحياة. ساهم بنشاطه الخيري في تزويج الشباب للقضاء على العزوبية والعنوسة لما ينجر عنهما من أثار سلبية على المجتمع وبنيته. ووضع أيضا مشاريع عديدة ضمن النشاط المستقبلي للجمعية لتساهم في حل مشاكل الشباب في الجانب الاجتماعي والاقتصادي. كما حارب الشيخ الآفات الاجتماعية عامة، والآفات التي تفتك بالشباب خاصة كالخمر والمخدرات. شهد عنه أنه شجّع النشاطات الرياضية والأعمال الفنية الهادفة وكرم بعضا من أهلها. كما أنه بذل جهدا كبيرا في توجيه الطلبة والطالبات والعناية بهم.
اهتمام الشهيد بوسليماني بالجزائر وأبنائها لم يمنعه من المشاركة الوجدانية والميدانية لأبناء الأمة العربية والإسلامية في قضاياها المصيرية، وعلى رأسها قضية فلسطين التي كان يعتبرها القضية العقيدية والمركزية لأمة العرب والمسلمين.
كما ساهم في تقديم المساعدة للشعب العراقي وتعاطف مع الكويت في محنتها، وزار المسلمين في البوسنة والهرسك في أشد أزمتها.
كان عضوا مؤسسا لرابطة الدعوة الإسلامية (1991).

## نشاطه السياسي
بحكم مشاركته في الثورة المباركة عيّن بعد الاستقلال على رأس اللجنة الثقافية بقسمة جبهة التحرير الوطني بالبليدة، ثم أبعد عن الإشراف عليها نظرا لنشاطه الثقافي البعيد عن الخط الأيديولوجي الاشتراكي. عارض فرض ميثاق 1976 على الشعب الجزائري المسلم الذي كان يرى فيه مخالفة لبيان أول نوفمبر الذي ينص على مشروع مجتمع ديمقراطي في إطار المبادئ الإسلامية.
حكم عليه سنة 1976 بثلاث سنوات سجنا مع ثلة من إخوانه في قضية حركة الموحدين التي كانت تدعو إلى التوجه الإسلامي وتعارض المد الاشتراكي تحت قيادة الشيخ محفوظ نحناح. أين أمضى معه وجماعة من الدعاة بيانا بعنوان: إلى أين يا بومدين وكان الإمضاء باسم الموحّدين. اشتمل على عشرة نقاط أهمها:
- لا للعفوية السياسية والتشريعية والقضائية والتنفيذية.
- نعم للإسلام عقيدة وشريعة ومنهاج حياة.
- نعم للإسلام شورى وعدالة وحدة وأخوة.

واصل نشاطه بعدها في سجون البرواقية وبوفاريك فهدى الله على يديه الكثير من المجرمين بشهادة إدارة تلك السجون. شارك بعد خروجه من السجن في كتابة بيان تجمع الجامعة المركزية سنة 1982 . وفي أحداث أكتوبر 1988 روي عنه أنه تابعها بحسن المسلم الواعي، فندّد بأساليب الحقرة وإزهاق أرواح الجزائريين ونبّه إلى مخاطر الفتنة الداخلية وشارك عبر المنابر والجولات في لم شمل الجزائريين. كما أن الشيخ بوسليماني هو أحد الفاعلين الأساسين في المسيرة المليونية النسوية للدفاع عن أصالة قانون الأسرة في نهاية الثمنينات.
ساهم في كثير من الحوارات السياسية مع الأحزاب والفعاليات والسلطة أثناء الأزمة السياسية الجزائرية وقبلها. كما أنه كان أحد مؤسسي حركة المجتمع الإسلامي سنة 1990 وهو أول نائب لرئيسها. حيث اجتهد مع إخوانه في جمع الجزائريين وتحرك عبر ربوع الوطن وخارجه يدعو إلى التفاهم والتلاقي ويحذر من الفرقة والتضاد.

## اختطافه واغتياله
ذكر عنه اهتمامه الكبير بما وقع في الجزائر آنذاك من سفك للدماء فقد حاول جاهد منعه من خلال دعواته المتكررة إلى الصلح بين أبناء الوطن، وعلى اثرها تم اختطاف الشيخ الشهيد محمد بوسليماني فجر يوم الجمعة 26 نوفمبر 1993 من منزله من طرف الجماعات المسلحة (جيا) كما روي عن ذلك. وذكر أن سبب اختطافه كان بهدف ان يصدر الشيخ فتوى تجيز قتل المخالفين من النظام والمسلمين آنذاك. رفض الشيخ إصدار فتواهم فتم اغتياله بعد عمليات التعذيب التي طالته حسب الشهادات.
اكتشفت قوات الأمن جثته، وتأكد الأمر بعد أن عاينها وفد من عائلته والجمعية يوم الجمعة 28 جانفي 1994 ، ثم نقل جثمانه إلى مقبرة الدردارة بالبليدة يوم الأحد 30 جانفي 1994.
اختطاف الشيخ أثار ردود فعل وطنية وأقليمية وعالمية كان من أبرزها رسالة الدكتور يوسف القرضاوي من قطر ورسالة الشيخ أبو بكر الجزائري من السعودية ورسائل المنظمات الإسلامية بأروبا وأمريكا والبلاد الأسكندنافية وكلها تجمع على بشاعة الفعلة وخطورة الصنيع الذي قام به المختطفون كونه سابقة خطيرة تفتح الباب واسعا أمام احتمالات شتى ترجع بالجزائر كلها إلى نقطة الصفر. نهاية شهر نوفمبر 1993 كانت مثقلة بالأحداث الوطنية الحساسة، وكان أبرز حدث هو دخول الحوار مرحاته الحاسمة، وكان شعور كثير من المراقبين قائما على الخوف من المجهول، بل ان بعض أهل التجربة كانوا متشائمين إلى أقصى حدود التشاؤم من كون أن «هناك أطراف كثيرة في الجزائر ليس من مصلحتها أن ينجح الحوار، بل أنها ليست موافقة اطلاقا على مبدأ الحوار...» وهذا معناه أن هناك أطرافا من مصلحتها أن يظل الوضع في الجزائر على هذه الصورة المأساوية من الأعتقالات، والأغتيالات والأختطافات، والرعب الاجتماعي لأن مصالحها يهددها الأستقرار والأمن.. وهي بهذه العقلية تعمل بكل وسيلة لتعميق بؤر التوتر وايجاد مناطق ضغط منخفض بين السلطة والمعارضة حتى إذا انشغل هذا بهذا مررت المشاريع في الأجواء المشحونة بالتوتروالأنقباض والأحتقان دونما خوف على بضاعتها من عيون الرقباء.

## وصلات خارجية
- موقع حركة مجتمع السلم ، السيرة الذاتية للشيخ محمد بوسليماني.
- الويكيبيديا الإخوانية .
- جزايرس
- الشيخ محمد بوسليماني في ذكراه مقال بقلم الكاتب: جمال زواري أحمد.
- وقفات مع الحركة الإسلامية 8/8 على يوتيوب